# Scutulanyssus obscurus
Scutulanyssus obscurus är en spindeldjursart som först beskrevs av Berlese 1884.  Scutulanyssus obscurus ingår i släktet Scutulanyssus, och familjen Pteronyssidae. Arten är reproducerande i Sverige.